# Mordellistena ulanbatorensis
Mordellistena ulanbatorensis es una especie de coleóptero de la familia Mordellidae.

## Distribución geográfica
Habita en Mongolia.